# جيم ووكر
جيم ووكر (بالإنجليزية: Jim Walker)‏ (10 يونيو 1947 المملكة المتحدة - ) هو لاعب كرة قدم بريطاني يلعب كلاعب وسط.